# ディエゴ・イ・グロト
『ディエゴ・イ・グロト』（スペイン語: Diego y Glot）は、チリのテレビアニメである。チャンネル13で2005年9月3日に初公開された。

## 登場人物
ディエゴ・プラ
演：ロドルフォ・バスケス
グロト
演：ダン・ロドリゲス
ダニーロ・パニアグア
演：ヴァネッサ・シルバ
イシュマエル・ドロゲット
演：レネ・ピノチェト
バイオレット・オチョア
演：ビビアーナ・ナ バ ロ
アルマンド
演：クリスティアン・カルバハル
エスミルナ
演：マルセラ・アロヤベ
祖母マルガリータ
演：ソレダッ・グエレロ
ラロ
演：エドゥアルド・バレンズエラ
ドン・ルデン
演：フアン・ケサダ
副大校長カセレス
演：セバスチャン・コレア
イバカチ先生
演：マルセラ・アロヤベ
カベザス先生
演：サンドロ・ラレナス